# Barbú
Barbú o Le barbu, también conocido como Tafferan, es un juego de cartas de bazas similar a Corazones donde cuatro jugadores por turnos se encargan de organizar siete sub-juegos —conocidos como contratos— durante veintiocho manos. Francia es su país de origen y durante el siglo XX, siglo de su creación, fue especialmente popular en los estudiantes universitarios y se convirtió en un juego célebre entre los jugadores de Bridge durante el 1960.
Le barbu significa literalmente El barbudo y fonéticamente La barba —como referencia al Rey de Corazones que está dibujado como un monarca barbudo apuñalándose en la cabeza—. Esta carta tiene un significado especial en uno de los siete juegos o contratos jugados.

## Preliminares
Cuatro jugadores —sin equipos— utilizan una baraja francesa de 52 naipes (♠ ♥ ♣ ♦) cuya prelación va desde el As al 2. Los jugadores levantan una carta y el que obtenga la más alta será el primer declarante. Durante las siguientes siete manos las cartas son barajadas y repartidas por el jugador a la derecha del declarante y cortadas por el de la derecha del dador. Se empieza repartiendo trece cartas a cada jugador y el declarante nombra el contrato que desea que se juegue durante esa mano. El declarante nombra los contratos uno a uno y cuando se hayan jugado todos el turno de declarante y dador pasan a la izquierda durante las próximas siete manos, así hasta que se completen los siete contratos.

## Los sietecontratos
En Barbú hay cinco contratos negativos y dos positivos y todos son juegos de bazas salvo domino. Para los juegos de bazas el declarante juega la primera carta y en orden horario los jugadores tienen que jugar una carta del mismo palo, si tienen, si no, una cualquiera. Todos los contratos se juegan a sin triunfo salvo triunfo. La puntuación obtenida de todos los contratos se añade a cero, aunque existen variaciones en las que no es así —ver Variaciones más abajo—. Los siete contratos son:

### Contratosnegativos
1. Bazas o no bazas: en este caso el objetivo del juego es no llevarse ninguna baza. Cada baza tiene una puntuación de -2 puntos de un total de -26.
2. Corazones: el juego se desarrolla exactamente igual al juego Corazones. La única diferencia es que solo cuentan los corazones y no la Reina de Picas. Cada carta de corazón cuenta -2 puntos y el as -6 para un total de -30 puntos. Como en Corazones no es posible jugar con un corazón a menos que un jugador lo haya hecho anteriormente —por ejemplo que no tenga cartas del palo jugado y se vea obligado a jugar con un corazón—.
3. Damas: cada reina puntúa -6 para un total de -24 y las reinas se dejan boca arriba una vez capturadas. Una vez que las cuatro reinas han sido capturadas, el juego acaba.
4. Barbú: el Rey de Corazones (♥) puntúa -20 y el sistema de juego es el mismo que en Corazones. Una vez capturado el rey el juego pasa al siguiente contrato.
5. Dos últimas: se penaliza el llevarse la penúltima —-10— y última baza —-20— para un total de -30 puntos.

### Contratospositivos
1. Triunfo: el declarante escoge un palo que se convierte en el triunfo de la mano y juega la primera carta. Cada baza cuenta +5 puntos para un total de +65 puntos. Los demás jugadores deben:
  1. si alguien juega un triunfo, jugar con un triunfo más alto, si no, simplemente jugar una carta cualquiera;
  2. si no se juega un triunfo los jugadores deben jugar una carta del mismo palo, si pueden. Si un jugador no puede asistir al palo y no se ha jugado un triunfo tienen que utilizar un triunfo, si es posible, si no, jugar otra carta;
  3. si se ha jugado un no triunfo y alguien utilizó un triunfo después el jugador debe, si es posible, asistir con un triunfo más alto al anterior. Si no, el jugador puede utilizar cualquier carta;
2. Dominó o Fan tan: el sistema de juego es parecido al Cinquillo, es decir, el jugador juega una carta sobre la mesa y el siguiente debe asistir con una carta inmediatamente más alta o más baja o una igual en rango a la anterior. El juego sigue por turnos hasta que se descartan los jugadores. Si no se puede jugar una carta se debe pasar. El primero en descartarse gana +45 puntos, el segundo +20, el tercero +5 puntos y el último -5 para un total de +65 puntos.Un Dominó o Fan tan del juego Barbú.

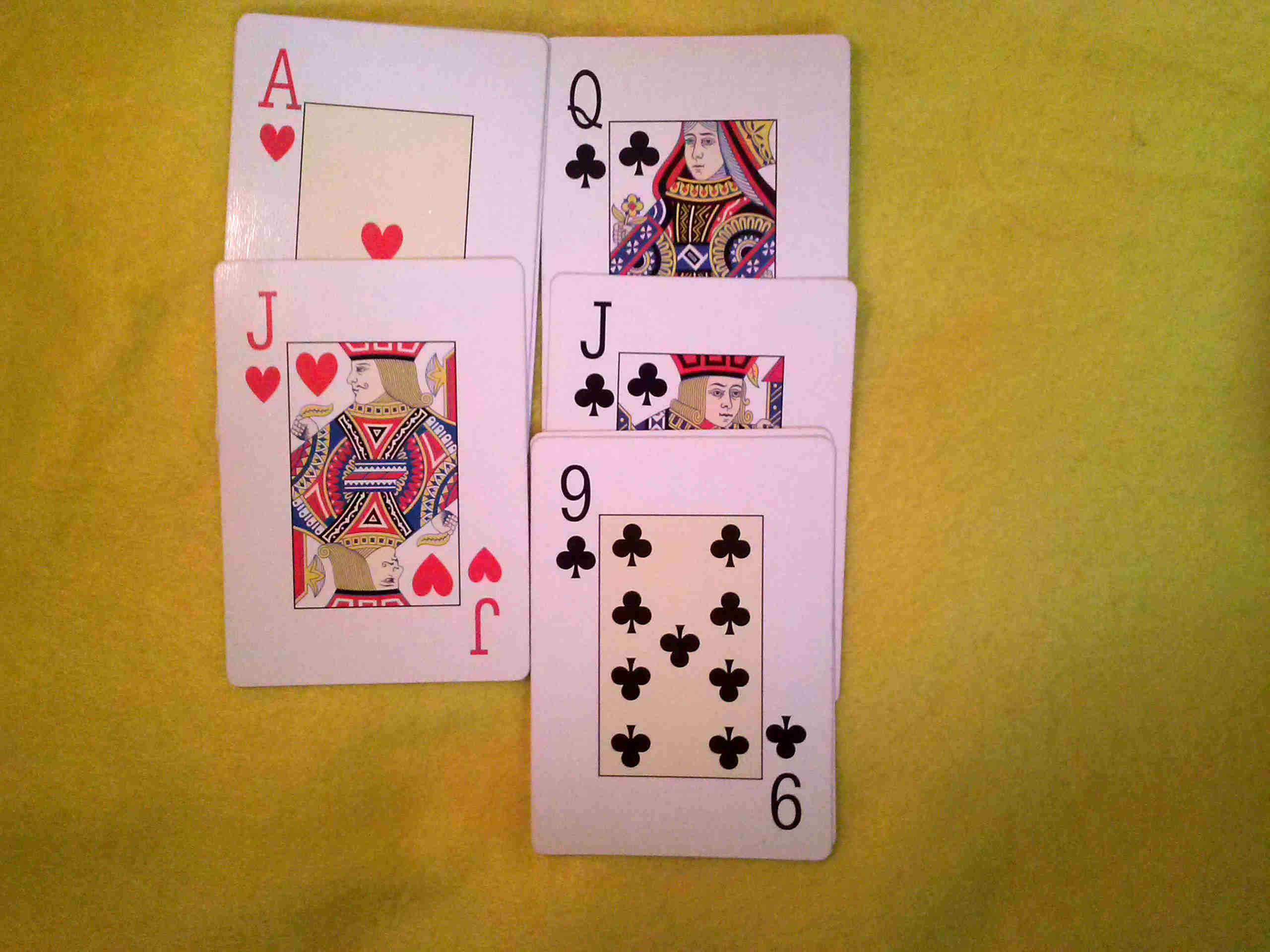
Un Dominó o Fan tan del juego Barbú.

## Doblar
Después de que el declarante escoja un juego pero antes de que la primera carta se ponga sobre la mesa, cualquier jugador puede doblar contra uno o más de los otros jugadores. Cuando se hace esto se dice que se tiene business —negocio— entre los dos jugadores. Las reglas para doblar son:
- cada jugador tiene una oportunidad de doblar, empezando por el jugador de la izquierda del dador;
- el jugador debe decir contra cuál de los demás jugadores quiere doblar o decir todos o mesa si es contra todos o familia si es contra los otros dos no dadores;
- en un contrato positivo solo se puede doblar contra el dador —quien puede redoblar—;
- cada jugador no declarante tiene que doblar contra el declarante al menos dos veces durante sus siete contratos;
- cualquier jugador que sea doblado puede redoblar; mesa implica redoblar a todos los jugadores;
- el declarante no puede doblar, pero sí redoblar como se explica en los pasos anteriores. Mesa solo redobla los dobles recibidos.

Después de que la mano haya sido jugada y de que los puntos hayan sido apuntados, los puntos doblados se modifican como sigue:
- entre los pares de jugadores doblados se calcula la diferencia en sus puntuaciones. El jugador con más puntuación en esa ronda es premiado con la cantidad resultado de esa diferencia y el jugador con la menor puntuación tiene que restársele la misma cantidad de su puntuación.

Los redobles se calculan de la misma manera salvo que se doblan los puntos antes de restarlos o sumarlos.

## Juego
Una vez que las veintiocho manos han sido jugadas y las puntuaciones apuntadas el jugador con más puntos gana, si es en negativo la puntuación tiene que estar lo más cerca de cero posible. Además la suma total de puntos debe ser 0. La puntuación se añade a cero, aunque hay variaciones en las que no es el caso.